# Vals (Tango)
Tango-vals, Vals criollo, Vals porteño oder auch Vals cruzado genannt, ist eine rioplatensische Variante des Walzers, der in Argentinien und in Uruguay mit Elementen des Wiener- und des Pariser Musettewalzers „gekreuzt“ (cruzado), vermischt worden ist. Die Bezeichnung Tango-vals für diese Variante des Walzers kommt daher, weil der rioplatensische Vals criollo mit ausgewählten Schritten und Figuren des Tango Argentino getanzt wird.
Seine Bedeutung erhält der Vals criollo durch seine Beliebtheit auf Tango-Tanzveranstaltungen, den sogenannten Milongas. Neben Tango-Tandas und Milonga-Tandas darf der Valsecito criollo, das Kreolen-Wälzerchen,  als dritte Tanda, als Vals-Tanda, auf keinem Tango-Tanzabend fehlen.

## Geschichtliches

Wiener Walzer tanzende Paare

“By 1810 the European waltz is danced in Buenos Aires and in Montevideo, especially in the higher social classes, replacing the old dances and coexisting with other new forms: polkas, schottis and habaneras. When the people began to express themselves with this beat the vals criollo was born. At the beginning it was heard on the strings of the itinerant singers and was polished later with the contribution of the immigrants. The mythic José Betinotti is an example with his waltz “Tu diagnóstico”, recorded by Carlos Gardel in 1922 and refurbished by Aníbal Troilo with Francisco Fiorentino on vocals in 1941.”

Vermutlich brachten Tänzer, die dem Tango in Paris zu seiner ersten Blüte verhalfen, den französischen Musettewalzer mit nach Argentinien und Uruguay und „kreuzten“ ihn dort mit dem Wiener Walzer.
Carlos Gardel machte 1922 mit der Schallplattenaufnahme Tu diagnóstico den rioplatensischen Vals criollo international bekannt. Weltweiten Ruhm erlangte der Titel Desde el alma, ein Valsecito criollo, den 1911 die uruguayische Komponistin Rosita Melo (1897–1981) im jugendlichen Alter von vierzehn Jahren schuf. Die bekannte erste Strophe des Liedtext wurde erst 1948 von dem Tangopoeten Homero Manzi gedichtet:
V01 Alma, si tanto te han herido

V02 ¿Por qué, te niegas al olvido?

V03 Por qué prefieres

V04 Llorar lo que has perdido,

V05 Buscar lo que has querdido

V06 Llamar lo que murió.
Seele, wenn man dich so sehr verletzt hat,

Warum weigerst du Dich zu vergessen ?

Warum willst du lieber

Beweinen was du verloren hast,

Suchen, was du geliebt hast,

Rufen, was gestorben ist ?
In verschiedenen Ländern Lateinamerikas entstanden Varianten des Walzers, die sich vom rioplatensischen vals criollo unterscheiden, zum Beispiel in Mexiko der Vals ranchero oder in Peru der Vals peruano mit kürzeren Schritten. In einigen lateinamerikanischen Ländern (Paraguay, Peru, Ecuador, Venezuela, Nicaragua, Honduras, El Salvador und Dominikanische Republik) existiert neben vals auch die zweisilbige Wortform valse.

## Charakter und Tanzstil
Jürgen Bieler schreibt über die Charakteristik des Vals:

„Im ‚Vals‘ blickt die Tangoseele nach oben [...] Der Blick richtet sich auf Transzendentes und die Tango-Seele beginnt zu schweben. Viele Vals-Texte und -Titel haben mit dem Himmel und den Sternen zu tun (Pedacito de cielo, Bajo un cielo de estrellas, Visión celeste, Esa noche). Andere träumen sich in ideale oder idealisierte Landschaften (Francia, Paisaje). Diese träumerisch-transzendente Grundstimmung im ‚Vals‘ erklärt möglicherweise die pure Schönheit vieler Vals-Melodien.“

Schritte und Figuren des Valsecito criollo rioplatense werden aus dem Bewegungsrepertoire des Tango Argentino ausgewählt. Im Gegensatz zum Tango verzichtet man beim Vals criollo auf Stopps und Pausen und tanzt stattdessen  schwungvoll in fortlaufendem Fluss.

„Umarmt euch eng, spürt das Klopfen der Herzen, dreht nach rechts und nach links und lasst eure Körper mittanzen, denn der ganze Körper tanzt, nicht nur die Beine.“

Anders als beim Wiener- und Musette-Walzer vollführen die Tänzer beim Valsecito criollo rioplatense nicht drei Schritte zu den drei Taktschlägen, sondern weniger. Pro Takt wird meist nur ein Schritt gesetzt. Es können auch zwei Schritte gesetzt werden, bei geübten Tänzern sogar gegenläufig zum Tanzpartner, um den Tanz rhythmisch und technisch raffinierter zu gestalten. Die Schritte erfolgen dann auf den Taktschlägen 1 und 3 oder 1 und 2, je nach Musik.

## Beispiel:Luna de arrabal
Komponist: Julio César Sanders

Textdichter: Enrique Cadícamo

Sänger: Hugo del Carril (1936)

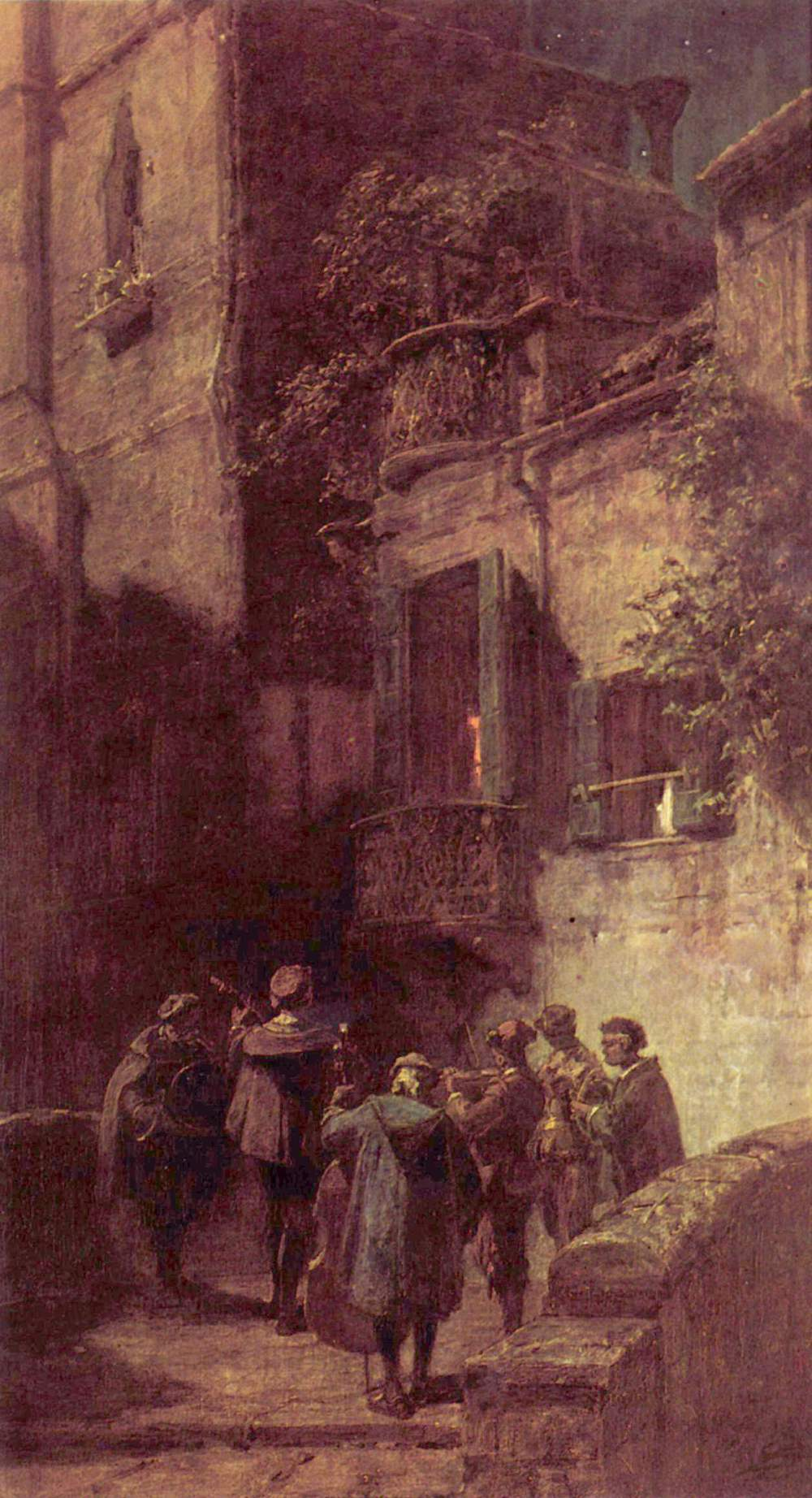
Vers 09 & Vers 20: « La serenata », Abend-Ständchen vor dem Balkon

Die Melodie dieses Vals criollo geht direkt in die Herzen der Milongueros, in die Herzen der Tango-Gemeinde. Der für Valses criollos typisch romantische Liedtext umkreist das Motiv einer Serenade, eines Abendständchens im Mondschein, vor dem Balkon der Geliebten, als Mittel der Verführung.
Zur Musik siehe .
Luna de arrabal

V01 Muchachos, hoy que es noche clara y estival

V02 Invito a todos, la barriada a recorrer,

V03 Hay mucha luz y es que la luna de arrabal

V04 Nos acompaña por las calles como ayer.

V05 Es medianoche, ella duerme y su balcón

V06 Entornado me espera que llegue,

V07 Junto al gemir del diapasón

V08 Yo quiero alzar, sentimental

V09 La serenata de mi amigo, el corazón

V10 Y entonces al oír, la introducción

V11 Del valsecito criollo y pasional,

V12 Dormida su belleza angelical

V13 Nombrándome, despertará

V14 Su pecho de emoción ha de latir

V15 Sus ojos de otro azul se vestirán,

V16 Y se pondrá la noche

V17 Sus galas embrujadas

V18 Y tú, mi dulce amada, temblarás.

V19 Muchachos, vamos que la luna quiere oír

V20 La serenata pintoresca de arrabal

V21 La noche es tibia, duerme el barrio y es zafir

V22 El cielo lleno de estrellitas de cristal

V23 ¡Muchachos pronto! que es tan bello saludar

V24 A la novia que duerme inocente

V25 Los dedos en el diapasón

V26 Con un allegro arrancarán

V27 Y entonces mi alma subirá a su balcón.

V28 Y entonces al oír, la introducción

V29 Del valsecito criollo y pasional,

V30 Dormida su belleza angelical

V31 Nombrándome, despertará

V32 Su pecho de emoción ha de latir

V33 Sus ojos de otro azul se vestirán,

V34 Y se pondrá la noche

V35 Sus galas embrujadas

V36 Y tú, mi dulce amada, temblarás.
Vorstadtmond

Jungs, heute, wo die Nacht klar und sommerlich ist,

Lade ich Euch alle ein, durch das Stadtviertel zu ziehen.

Es herrscht viel Licht, weil der Vorstadtmond

Uns wie früher durch die Straßen begleitet.

Es ist Mitternacht, sie schläft und ihr Balkon,

Der halb offensteht erwartet mich.

Mit dem Seufzen des Griffbretts

Möchte ich ihr gefühlvoll

Das Ständchen meines Herzens bringen

Und wenn sie dann den Anfang

Des leidenschaftlichen Kreolenwalzers hört,

Wird sie in ihrer engelsgleichen Schönheit schlafend

Meinen Namen rufen und aufwachen.

Ihre Brust wird vor Erregung beben,

Ihre Augen werden strahlen.

Die Nacht wird sich in

Eine verzaubernde Gala werfen

Und Du, meine süße Geliebte, wirst zittern.

Jungs, lasst uns losgehen, denn der Mond möchte

Die pittoreske Vorstadt-Serenade hören

Die Nacht ist lau, das Viertel schläft und glänzt wie ein Saphir.

Der Himmel ist übersät mit kristallenen Sternchen

Jungs, beeilt Euch! Es ist so schön

Die Braut zu grüßen, die unschuldig schläft

Die Finger auf dem Griffbrett

Werden mit einem Allegro beginnen

Und dann wird meine Seele auf ihren Balkon hinaufsteigen.

Und wenn sie dann den Anfang

Des leidenschaftlichen Kreolenwalzers hört,

Wird sie in ihrer engelsgleichen Schönheit schlafend

Meinen Namen rufen und aufwachen.

Ihre Brust wird vor Erregung beben,

Ihre Augen werden strahlen.

Die Nacht wird sich in

Eine verzaubernde Gala werfen

Und Du, meine süße Geliebte, wirst zittern.

## Tradition des Geburtstags-Vals
Auf Tango-Tanzveranstaltungen ist es ein schöner Brauch, mit einem „Geburtstagskind“ auf leerer Tanzfläche einen oder mehrere Valses criollos zu tanzen, wobei sich die Tanzpartner des „Geburtstagskindes“ im fliegenden Wechsel „abklatschen“.